# Baía de Dorian

A Baía de Dorian é uma enseada no lado noroeste da Ilha Wiencke, 0,5 milhas náuticas (0,9 km) a leste-nordeste do Cabo Damoy, no Arquipélago Palmer, na Antártida. Descoberta pela Expedição Antártica Francesa, 1903–05, sob o comando de Charcot, dele recebeu o nome de Monsieur Dorian, um membro da Câmara de Deputados da França.
 Este artigo incorpora material em domínio público  de United States Geological Survey   , documento "Baía de Dorian" (conteúdo do Geographic Names Information System).